# Nationalpark Sarek

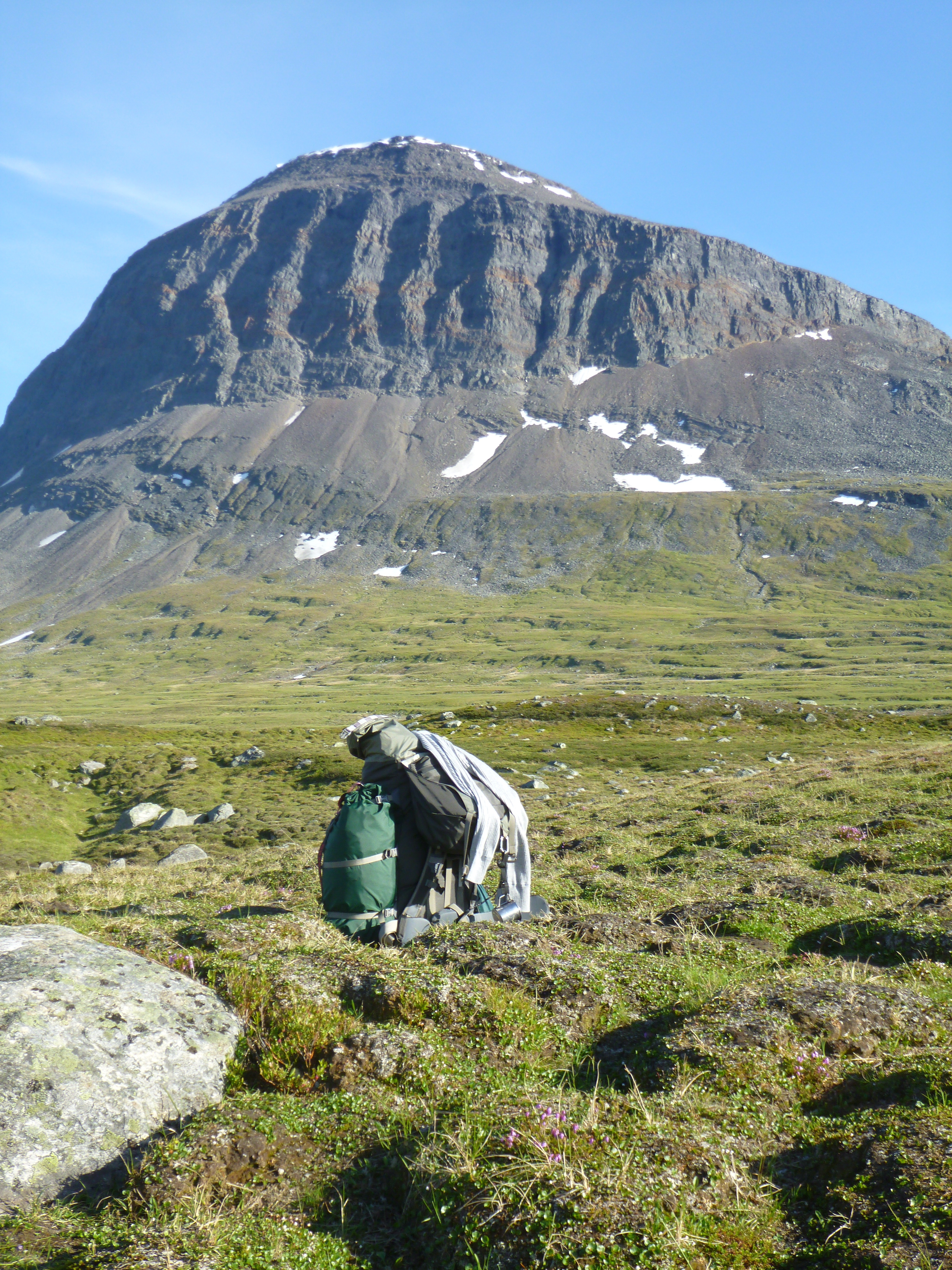
Blick auf den Berg Nijak

Die alpine Gebirgslandschaft des Sarek ist ein Nationalpark im schwedischen Teil Lapplands (samisch Sápmi). Im Tourismus-Jargon wird er manchmal als „letzte Wildnis Europas“ bezeichnet, obwohl dies bei weitem nicht zutrifft. Selbst andere Gebiete in Schweden (wie z. B. das größere, weitestgehend weglose Naturreservat Sjaunja) verdienen dieses Prädikat aufgrund ihrer Abgeschiedenheit und Unzugänglichkeit eher als der Sarek. Zusammen mit den Nationalparks und Naturreservaten Muddus, Stubba, Sjaunja, Stora Sjöfallet, Padjelanta und Tjuolda ist er ein Bestandteil des UNESCO-Weltkulturerbes „Laponia“.

## Beschreibung
Die Landschaft des Sarek ist eines der von den Samen für die Rentierzucht genutzten Gebiete in Lappland. Im Winter hielt man sich in den Waldlandschaften östlich des Sarek auf, im Sommer zogen die Rentierherden durch die Täler des heutigen Nationalparks nach Westen auf die Hochebene des Padjelanta (samisch: „oberes Land“). Die von den Samen benutzten Wege führten im Sarek durch das Njoatosvágge, das Guhkesvágge, das Ruohtesvágge und Guohpervágge. Das schwer zugängliche Rapadalen war kein als Durchzugsgebiet geeignetes Tal. Noch heute befinden sich auf dem Gebiet des Sarek einzelne Rentierwächterhütten. Kleinere Hütten wurden geschlossen und dafür größere gebaut, um für mehr Personen Platz zu schaffen. Diese Hütten sind in der Regel verschlossen.
Systematisch erforscht wurde der Sarek zu Beginn des 20. Jahrhunderts durch den Geografen Axel Hamberg (1863–1933), dem es auch zu verdanken ist, dass der Sarek am 24. Mai 1909 zu einem der neun ersten Nationalparks auf dem europäischen Kontinent erklärt wurde. Damit wurde die unberührte Nordlandschaft vor den Ausbeutungsbestrebungen der schwedischen Wasserkraftwerksgesellschaften gerettet. Diese hatten bereits vorher viele der Flüsse in Norrland reguliert oder aufgestaut. Hamberg verbrachte 37 Jahre lang jeden Sommer im Sarek und erforschte die klimatischen und geologischen Verhältnisse sowie die Flora. Er entwickelte Blechhütten, die er im Sarek an fünf verschiedenen Standorten aufstellen ließ, um hier Beobachtungs- und Forschungsstationen einzurichten. Einige der Blechhütten stehen noch heute an ihren ursprünglichen Standorten (eine befindet sich nahe dem Rapaälv, östlich des Nammásj). Eine dieser Hütten wurde im gebirgsbotanischen Garten (Fjällbotaniska trädgård) in Jokkmokk aufgestellt und kann dort besichtigt werden. Axel Hamberg schrieb auch den ersten touristischen Wanderführer über den Sarek, der 1922 von Svenska Turistföreningen herausgegeben wurde. In neuerer Zeit wurde der Sarek unter anderem vom Fotografen Claes Grundsten in Wanderführern beschrieben.
Die Ausdehnung des Nationalparks ist ungefähr kreisförmig und hat einen Durchmesser von etwa 50 km. Die abwechslungsreiche Landschaft besteht aus tief eingeschnittenen Tälern, einigen Hochebenen, schroffen Gebirgsmassiven und Gletschern. Zu den wichtigsten Gebirgsmassiven gehören der Ähpártjåhkkå (1925 m), der Sarektjåhkkå (2089 m), der Áhkátjåhkkå (1983 m), der Rouhtes (1804 m), das Pårte-Massiv (2016 m) und der Skårki (1845 m). Die Täler sind im unteren Teil (im Osten) mit Birkenwäldern bewachsen. Einer der schönsten Gletscherseen im Sarek ist der Bierikjávrre. Die Flüsse im Sarek fließen großteils von Westen nach Osten und bilden die Quellflüsse des Luleälv, der bei Luleå ins Meer fließt.
In dem Park gibt es keine Unterkünfte, keine markierten Wege und nur vier Brücken, z. B. im Zentrum des Parkes bei Skarja über den Smájllájåhkå und über den Gletscherfluss Guhkesvákkjåhkå. Er ist das regenreichste Gebiet Schwedens, worauf man bei Wanderungen eingestellt sein muss. Die größte Gefahr besteht im Sommer im Durchwaten reißender Bäche. Die höchsten Berge sind um 2000 m hoch und werden wegen des langen Anmarsches selten bestiegen.
Im Sarek liegt das berühmte Flusstal des Rapaätno. Das Delta des Flusses liegt außerhalb der Nationalparksgrenze, ist aber eine der schönsten Natursehenswürdigkeiten Europas. Es gibt jedoch schon seit langem Bestrebungen, den Nationalpark um dieses Gebiet zu erweitern. Diese sind im Sommer 2007 konkreter geworden. Vom Gipfel des Skierffe überblickt man dieses eiszeitliche Trogtal. Ein lohnender Aussichtspunkt auf den Rapaädno befindet sich auf dem Låddebákte (etwa zwei Tagesmärsche von Aktse entfernt). Von hier aus überblickt man das Rapaselet unterhalb der Mündung des Sarvesjåhkå in den Rapaädno. Im hier verbreiterten Teil des Tales bildet der Fluss zahlreiche Lagunen und mäandiert stark. Die Stelle wird von den Sarek-Elchen bevorzugt, weshalb man hier abends und morgens zahlreiche Elche beobachten kann, die im seichten Wasser weiden. Im Rapaselet befindet sich auch der sogenannte Rovdjurstorg (Raubtierplatz), so benannt, da hier an einem Morgen Spuren von allen vier Raubtieren gefunden wurden, die im Sarek leben: Bär, Vielfraß, Luchs und Polarfuchs.
Die Ruine der historischen Kapelle von Alkavare wurde 1961 rekonstruiert.

## Zugang
Der Nationalpark ist schwer zugänglich. Die nächstgelegenen Städte sind Gällivare (mit dem Nachtzug von Stockholm aus in 18 Stunden erreichbar) und Jokkmokk (Busverbindung von der Bahnstation Murjek). Die für Wanderungen meistgenutzten Ausgangsorte mit Busverbindung sind Kvikkjokk und Ritsem und die Fjällstation Saltoluokta. Der Fernwanderweg Kungsleden berührt den Südostzipfel des Parks. Im Spätwinter (März–Mai) kommt man vielerorts leichter voran, da viele Gewässer zugefroren sind. Andererseits ist das Gepäck umfangreicher als im Sommer und eine Wintertour in abgelegenen Gebieten erfordert ausreichend Erfahrung.

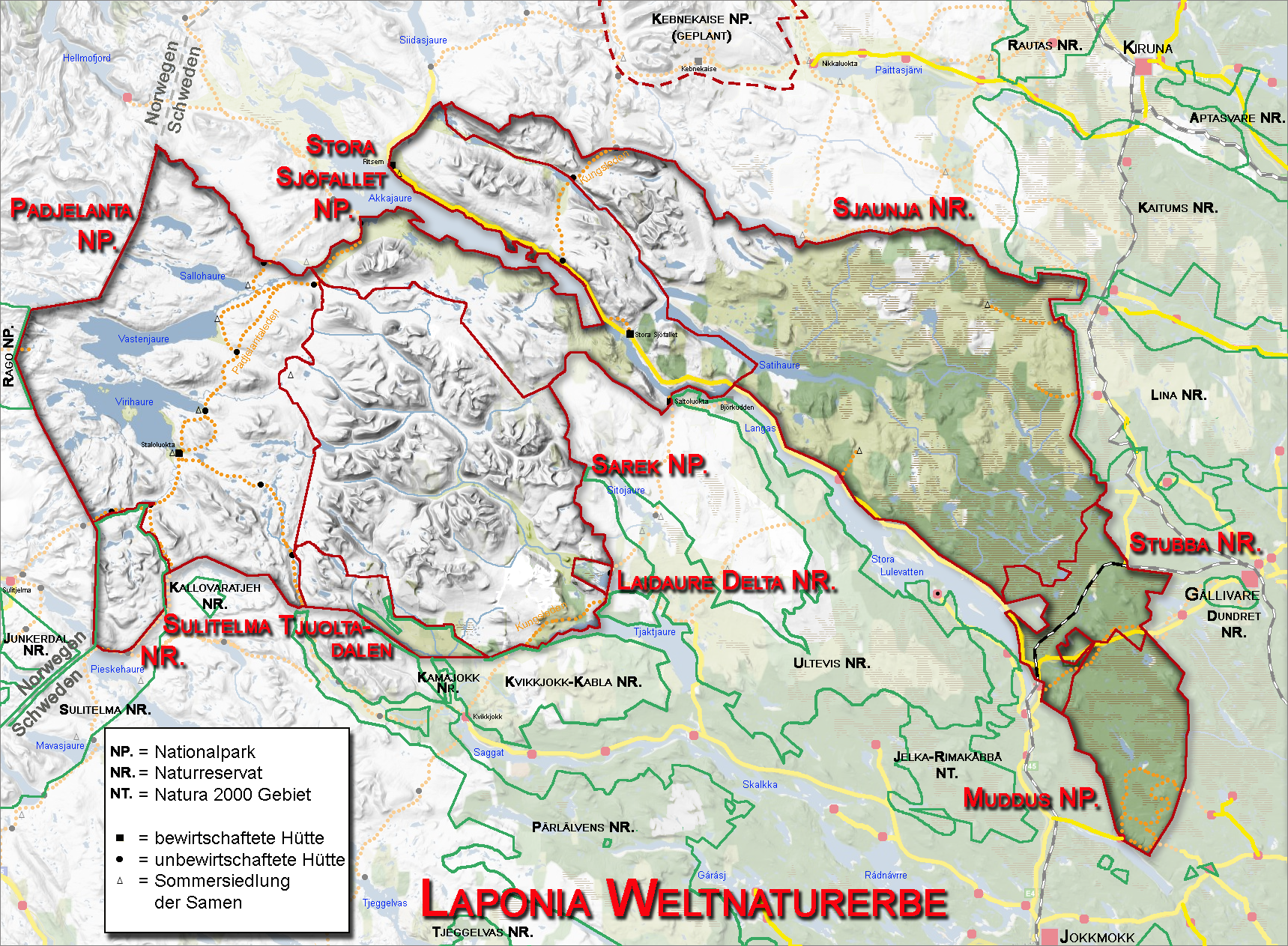
Der Sarek-Nationalpark im UNESCO-Weltkulturerbe Laponia

## Varia
Sigrid Damm erzählt in ihrem Buch Wandern – ein stiller Rausch (2002) u. a. von Trekking-Touren von Kvikkjokk nach Ritsem durch den Sarek-Nationalpark.

### Führer
- Rebecca Drexhage und Benjamin Hell: "Sarek". Conrad Stein Verlag, Welver 2007, ISBN 978-3-86686-017-9.
- Joel Karlberg, Petter Lämås und Josef Larsson: Sarek vinterguide, Stockholm 2010, ISBN 978-91-978180-2-5.
- Claes Grundsten: Sarek, turbeskrivningar. Stockholm 2000.
Deutsche Übersetzung Sarek – Trekking in Schweden: Wanderführer, Reise Know-How Verlag 2011, ISBN 978-3-8317-2087-3.
- Axel Hamberg: Sarekfjällen, vägledning för färder i högfjällen mellan Lule älvs källarmar. 1922.

### Beschreibungen
- Karl-Erik Forsslund: Fridlysta vildmarker, skildringar och historier från Sverges [sic!] nationalparker. Stockholm 1915.
- Naturvårdsverket (Hrsg.): Lapplands världsarv. Stockholm 1997.
- Naturvårdsverket (Hrsg.): Nationalparks in Schweden. Stockholm 1998.
- Svenska Turistföreningen (Hrsg.): Från Sarek till Haväng. Stockholm 1961.

### Fotobücher
- Claes Grundsten: Sarek och Kebnekaise, där ljuset skiftar. Stockholm 2000.
- Edvin Nilsson: Sarek – Wanderungen in Schwedens letzter Wildnis, Stockholm 1972.

### Kulturgeschichte
- Hans Anderson u. a.: Arvet, Laponia, Lapplands världsarv. Stockholm 2005.
- Elly Jannes: Renarna visar vägen, Med sirkaslappar genom Sarekfjällen.Fotografien: Anna Riwkin-Brick, Stockholm 1942.

### Wanderbeschreibungen
- Alfred Andersch: Wanderungen im Norden. Das Rapa-Tal. 1970.

## Karten
- Geocenter (Hrsg.): Fjällkartan 1:100000 BD10 Sareks Nationalpark Bergwanderkarte, 3. Edition, Juni 2009, ISBN 978-9-15889-507-2